# SOUND TRAX
『SOUND TRAX』（サウンド・トラックス）は、日本のロックバンド・ZIGGYの2枚目のミニ・アルバム。徳間ジャパンコミュニケーションズより発売。

## 概要
1991年の活動休止時にZIGGYをモデルにしたアニメ映画『ZIGGY THE MOVIE〜それゆけ! R&R BAND』が公開され、そのサントラとしてリリースされた。

## 収録曲
| 全作詞・作曲: 森重樹一（※特記以外）。 |                                  |                        |                        |      |
| #                                     | タイトル                         | 作詞                   | 作曲・編曲             | 時間 |
| 1.                                    | 「GOIN' CRAZY」(※作曲: 戸城憲夫) | 森重樹一 （※特記以外） | 森重樹一 （※特記以外） | 4:41 |
| 2.                                    | 「I'M A LOSER」                  | 森重樹一 （※特記以外） | 森重樹一 （※特記以外） | 4:06 |
| 3.                                    | 「La Vie en Rose」               | 森重樹一 （※特記以外） | 森重樹一 （※特記以外） | 5:20 |
| 4.                                    | 「LONG AND WINDING ROAD」        | 森重樹一 （※特記以外） | 森重樹一 （※特記以外） | 6:48 |
| 合計時間:                             | 合計時間:                        | 20:55                  |                        |      |